# 金甲虫奖
金甲虫奖是瑞典1964年设立，由瑞典电影学院每年颁发的奖项。

## 历史

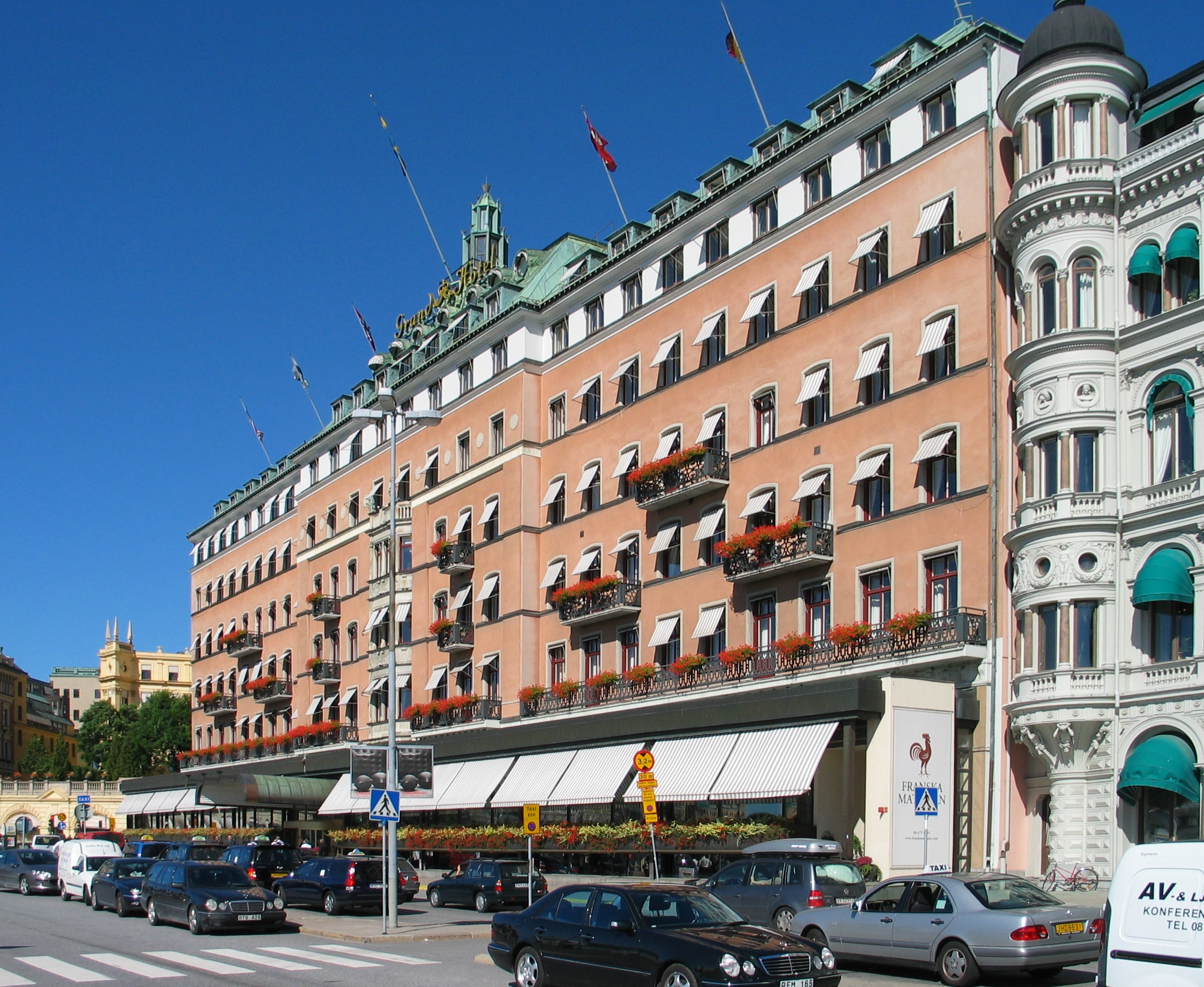
斯德哥尔摩大饭店

金甲虫奖1964年9月25日在斯德哥尔摩大饭店（Grand Hôtel）举行颁奖典礼，当年英格玛·伯格曼以其著作《沉默》（Tystnaden）获得最佳导演奖。

## 獎項
- 金甲蟲獎最佳影片獎
- 金甲蟲獎最佳劇本獎
- 金甲蟲獎最佳導演獎
- 金甲蟲獎最佳外語片獎
- 金甲蟲獎最佳男主角獎
- 金甲蟲獎最佳女主角獎
- 金甲蟲獎最佳男配角獎
- 金甲蟲獎最佳女配角獎